# Mahamane Dan Dobi
Mahamane Dan Dobi, né en (1923 à Guéchémé et mort le 13 mai 1981 à Niamey), est un homme politique nigérien. Il est également dramaturge.

## Parcours scolaire
Mahamane Dan Dobi est scolarisé à Guéchémé, à Birni N'Konni, à Maradi et à Niamey. Il fréquente ensuite l'École normale William-Ponty de 1938 à 1942. Jusqu'en 1945, il travaille dans l'administration coloniale à Niamey puis est muté à Téra.
Mahamane Dan Dobi faisait partie des membres fondateurs du Parti progressiste nigérien. Ses prises de position anticolonialistes lui valent la méfiance des autorités coloniales françaises locales et il choisit donc de vivre en Guinée de 1948 à 1954. De retour à Niamey, il dirige la compagnie théâtrale de l'Amicale de Niamey, pour laquelle il écrit plusieurs pièces.

## Carrière politique
Deux ans après son retour au Niger, il devient secrétaire général adjoint du Parti progressiste nigérien. En 1957, il est élu à l'Assemblée territoriale nigérienne en tant que député du cercle de Dogondoutchi, en 1958, il est élu au Parlement nigérien et en 1959, il est nommé sénateur au Conseil de la République française. Peu avant l'indépendance du Niger, en juillet 1960, Mahamane Dan Dobi est devenu chef de canton de Takassaba. Il a occupé ce poste jusqu'en 1974, parallèlement à la suite de sa carrière politique. Son camarade de parti Hamani Diori l'a appelé au gouvernement le 23 novembre 1965 en tant que ministre de la Justice. À partir du 15 janvier 1970, il fut brièvement ministre de la Santé, puis le 22 novembre 1970, il devint ministre des Travaux publics, des Mines et de la Construction. Il occupe son dernier poste ministériel à partir du 17 août 1972 en tant que ministre de l'Économie rurale.
Le 15 avril 1974, Seyni Kountché dépose Hamani Diori par un coup d'État et fait arrêter Mahamane Dan Dobi comme la plupart de ses collègues ministériels et incarcéré au camp militaire d'Agadez. L'ancien ministre Léopold Kaziendé avait des conditions de détention bien meilleures que l'ancien instituteur de Seyni Kountché et est autorisé à choisir lui-même un codétenu en 1976. Son choix s'est porté sur Mahamane Dan Dobi. Le 15 avril 1978, les deux ont été initialement libérés. Mahamane Dan Dobi est de nouveau incarcéré à la prison de Dosso en octobre 1980 pour des raisons inconnues. Il est décédé environ six mois plus tard dans un hôpital de Niamey.

## Travail comme dramaturge
- L'Aventure d'un chèvre (1955)
- La Légende de Kabrin Kabra (1957)
- Les Invites du bar Bienvenue
- Maïmouna